# اساپکا لاپی
اساپکا لاپی (تلفظ در فنلاندی: [ˈesɑˌpekːɑ ˈlɑpːi]; زادهٔ ۱۷ ژانویهٔ ۱۹۹۱ یک راننده رالی اهل فنلاند است. او قهرمان رالی ۲۰۱۲ فنلاند، قهرمان رالی اروپا در سال ۲۰۱۴ و قهرمان کلاس رالی ۲ در سال ۲۰۱۶ است. او اکنون برای هیوندای موتور اسپورت رانندگی می کند. در سال ۲۰۲۴، او دومین برد رالی خود را در رالی سوئد به دست اورد، با این برد رکورد طولانی‌ترین فاصله بین بردها از نظر زمان و تعداد رالی (۸۱ رالی) را شکست، این برد و اولین برد او پس از رالی خانگی‌اش در رالی فنلاند ۲۰۱۷ بود.

از تیم هایی که در آن رانندگی کرده است می‌توان به تیم رالی جهانی تویوتا گازو ریسینگ، اشکودا موتوراسپورت، تیم رالی جهانی تویوتا گازو ریسینگ اشاره کرد.

## حرفه ورزشی

### ۲۰۱۲
لاپی قهرمان مسابقات رالی فنلاند در سال ۲۰۱۳ با خودرو فورد فیستا اس۲۰۰۰ شد که در تمام ۷ استیج رالی قهرمانی به همراه کمک راننده خود جان فرم برنده شد.
در ماه اکتبر، لاپی با تیم اشکودا موتوراسپورت قراداد همکاری امضا کرد. لاپی اولین رالی خود را با این تیم در سال ۲۰۱۲ و رالی لهستان که بخشی از مسابقات رالی قهرمانی اروپا بود انجام داد او با رانندگی اشکودا فابیا اس۲۰۰۰ این رالی را برد.

### اشکودا موتوراسپورت (۲۰۱۳–۲۰۱۶)

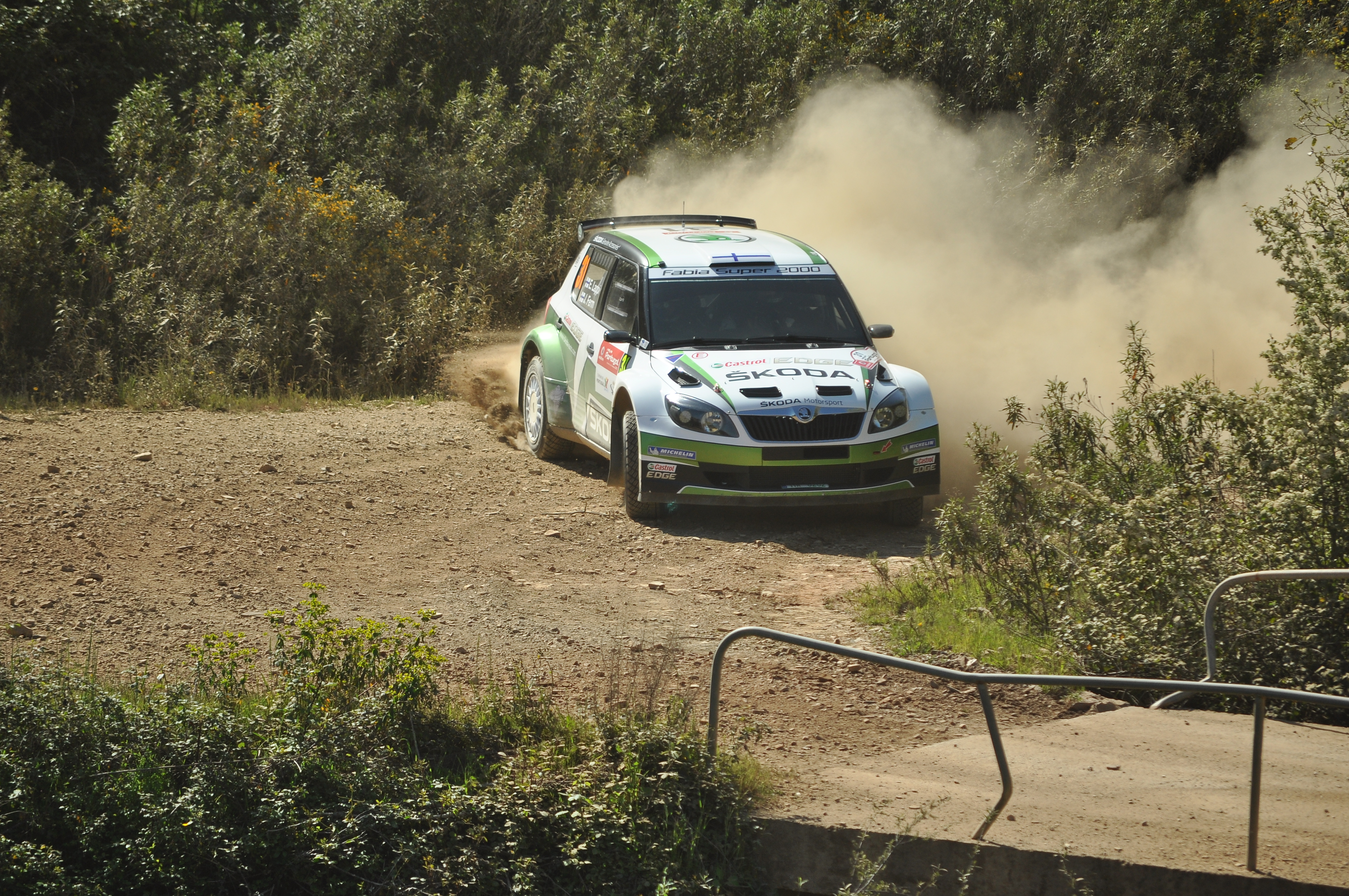
لاپی در رالی پرتغال فصل ۲۰۱۳

در سال ۲۰۱۳، لاپی یک فصل کامل در مسابقات رالی قهرمانی آسیا و اقیانوسیه با تیم ام‌آر‌اف و خودرو اشکودا فابیا اس۲۰۰۰ شرکت کرد و مسابقات را در کلاس رالی ۲ و رالی قهرمانی اروپا با اشکودا موتوراسپورت انتخاب کرد. در رالی آسیا اقیانوسیه، لاپی سه مسابقه از شش مسابقه فصل را برد و نایب قهرمان فصل آن فصل شد، لاپی قهرمانی را به هم تیمی خود گاوراو گیل واگذار کرد.
در رالی قهرمانی اروپا، لاپی در سه رالی آسفالتی شرکت کرد و در آخرین مسابقه رالی بین المللی دو واله در سوئیس برنده شد. او فصل را در رده پنجم جدول رده بندی نهایی به پایان رساند.
در کلاس رالی ۲ او در سه رالی مسابقه داد و در رالی پرتغال به پیروزی رسید و اولین امتیاز خود را در مسابقات قهرمانی جهان رالی نیز به دست آورد و در مجموع در رده دهم قرار گرفت.
لاپی با پیروزی در رالی های لتونی، ایرلند شمالی و سوئیس عنوان قهرمانی رالی اروپا ۲۰۱۴ را به دست آورد.
لاپی به رقابت با تیم اشکودا موتوراسپرت با خودرو جدید خود  فابیا آر۵ در مسابقات قهرمانی کلاس رالی ۲ ادامه داد. او در این مسابقات با خودرو جدید خود، دو برد در لهستان و فنلاند به دست آورد تا فصل را در جایگاه سوم پشت سر ناصر العطیه و یوری پروتاسوف به پایان برساند. لاپی همچنین بهترین نتیجه دوران حرفه ای خود را با هشتمی در رالی فنلاند در مسابقات قهرمانی جهان رالی به دست آورد.
او با اشکودا فابیا آر۵ پس از قهرمانی در فنلاند، آلمان، ولز و استرالیا، قهرمان مسابقات رالی قهرمانی جهان کلاس دوم در سال ۲۰۱۶ شد.